# Europejscy Demokraci
Europejscy Demokraci (ED) – konserwatywna partia znajdująca się w Parlamencie Europejskim. Od 1992 jest częścią większej grupy Europejskiej Partii Ludowej.

## Członkowie partii
Czechy
- Občanská Demokratická Strana (Obywatelska Partia Demokratyczna) (9)

 Włochy
- Partito dei Pensionati (Partia Emerytów) (1)

 Portugalia
- Partido Popular (Partia Ludowa) (2)